# 마이스터 키리사키
《마이스터 키리사키》는 《따끈따끈 베이커리》에 등장하는 등장인물으로, 투니버스판 이름은 미스터 Q. 성우는 하야미 쇼, 이주창

## 소개
(한국명 : 미스터Q) / (CV.하야미 쇼, 이주창)
빵타지아 오너로부터 그룹 최고의 칭호인 '마이스터'가 주어진 유일한 제빵사이며 본점 총 지배인. 모습을 드러내는 것을 극단적으로 싫어해서 늘 가면을 쓰고 있다. 본 얼굴을 본 사람은 극 소수에 이른다.